# Estofado de ostras
El estofado o guiso de ostras es un estofado hecho con ostras. Es popular en los Estados Unidos y en Gambia.

## Por región

### Estados Unidos
En la cocina de Nueva Inglaterra, el estofado de ostras a menudo se asocia con el Día de Acción de Gracias. En la cocina del sur de los Estados Unidos, el estofado de ostras a menudo se prepara en Nochebuena.
Se han ofrecido varias explicaciones diferentes para el estofado de ostras que se consume tradicionalmente en Nochebuena. Bill Neal sugiere que antes de la aceptación del transporte de alimentos refrigerados, el clima suficientemente frío para el envío de las ostras frescas no estaba garantizado antes de diciembre, por lo que «lejos de la costa, las ostras se convirtieron en un símbolo de la llegada de la temporada de vacaciones de invierno, que aparece en los mercados en Nochebuena y en las mesas esa noche como estofado de ostras». Stephanie Butler, sin embargo, da una explicación alternativa: los inmigrantes católicos irlandeses no comían carne en Nochebuena, y estaban acostumbrados a comer estofado de productos del mar. Butler sugiere que «las ostras saben bastante similares a la maruca seca: son salados y pueden ser bastante masticables. La receta de guiso de maruca se adaptó rápidamente para las ostras».
El guiso básico de ostras del sur está hecho con leche y crema.  El estofado de ostras a menudo se sirve con crackers de ostras, y ese puede ser el origen del nombre de la galleta.

### Gambia
El estofado de ostras también es un plato popular en la gastronomía gambiana. Las ostras en Gambia se cultivan en raíces de mangle en pantanos.